# Fermeture éclair
Pour les articles homonymes, voir Zip, Fermeture et Éclair.

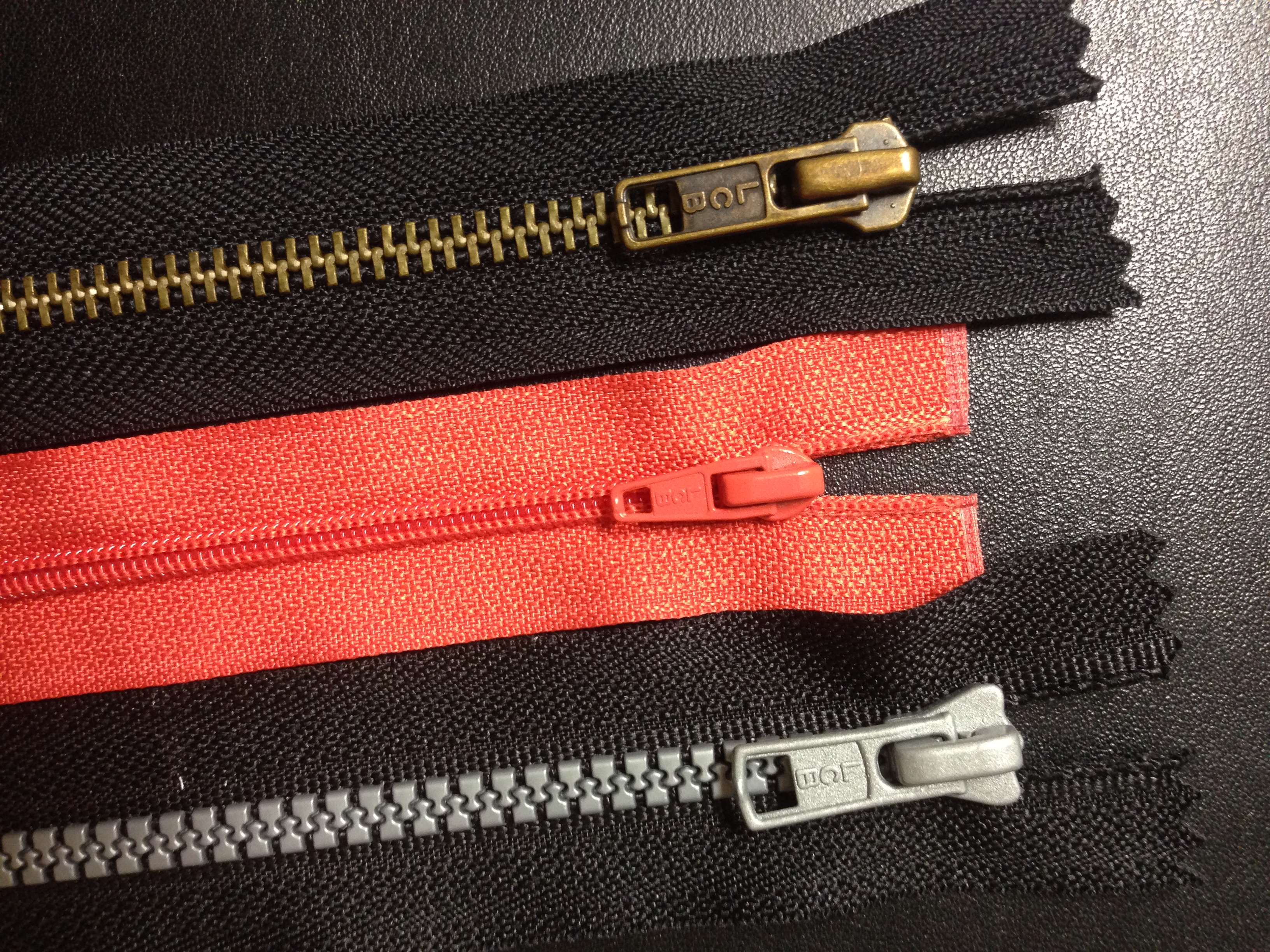
Différents modèles de fermetures éclair.

La fermeture éclair, ou « fermeture à glissière », « fermeture à crémaillère », « tirette », « zip » ou encore en anglais « zipper », est un dispositif mécanique permettant l'ouverture et la fermeture rapide d'un vêtement, d'un sac, de chaussures ou le raccordement et la séparation rapide de pièces de tissus (porte de tente par exemple).

## Historique
Les premières fermetures rapides à glissières ont été élaborées aux États-Unis à Chicago en 1851 par les ingénieurs Elias Howe, Max Wolff et finalement en 1893 par Whitcomb Judson. Ces premières fermetures constituées d'œillets et de crochets avaient une fâcheuse tendance à s'ouvrir seules. 
En 1913, l'ingénieur suédo-américain Gideon Sundbäck travaillant pour Judson dépose le brevet pour la mise au point de la fermeture éclair moderne en remplaçant le système d'œillets et de crochets par un dispositif de dents engrenées à l'aide d'un curseur. Ce procédé est au départ utilisé pour les chaussures. 
Par ailleurs, l'ingénieur soleurois Simon Frey développe un modèle de fermeture analogue avant la Première Guerre mondiale. Mais il ne trouve aucun fabricant intéressé à lui acheter les droits de fabrication, en Allemagne et en Suisse. Son système est acheté en 1921 par un Américain.
En 1923, Martin Othmar Winterhalter (de) (de Suisse orientale) achète à Gideon Sundbäck son brevet pour les fermetures à glissière et commence à produire des fermetures éclair en série. Il fonde en 1936 l'entreprise Riri SA (de), à Mendrisio (Tessin, Suisse).
Un système concurrent, la fermeture à glissière Vitex, est breveté en France en 1925 par l'entreprise grenobloise ARaymond et fabriqué jusqu'en 1955.
La marque commerciale « Fermeture Éclair » est la propriété de la société française Éclair Prym France, basée à Menneval dans l'Eure,. Dans les années 1930, la mode s'empare de la fermeture éclair, et Elsa Schiaparelli l'intègre à ses créations de haute-couture.

## Dénomination
En France et en Suisse romande, on utilise le terme de « fermeture éclair ». « Fermeture Éclair » (avec une majuscule) est une marque déposée, comme mentionné dans la section précédente. On utilise parfois le terme onomatopéique anglophone « zip ». Au Canada francophone, le mot « zipper » est utilisé par beaucoup de gens, surtout à l’oral, bien que le terme « fermeture éclair » soit également utilisé, notamment à l'écrit ou pour communiquer avec des francophones d'autres origines. Le mot « tirette » est couramment utilisé en Belgique (et ses anciennes colonies) ainsi que dans le Nord et le Nord-Est de la France.

## Principe

Fonctionnement de la fermeture éclair.

La fermeture se compose de deux bandes de tissu fort sur lesquelles sont serties des dents souvent métalliques, les « glissières ». Les bandes sont mises en regard l'une de l'autre, les dents étant décalées. Le passage d'une navette, appelée « curseur », comportant deux gorges qui se rejoignent, permet d'engrener les dents ou de les séparer. Les gorges servent à guider les dents lorsque l'on fait glisser le curseur. La tirette proprement dite est la languette accrochée au curseur et qui permet de le déplacer. Une butée permet d'aligner les deux glissières pour les réunir, et des « arrêts » permettent de bloquer le curseur pour l'empêcher d'aller plus loin à la fin de la fermeture. 

## Évolution

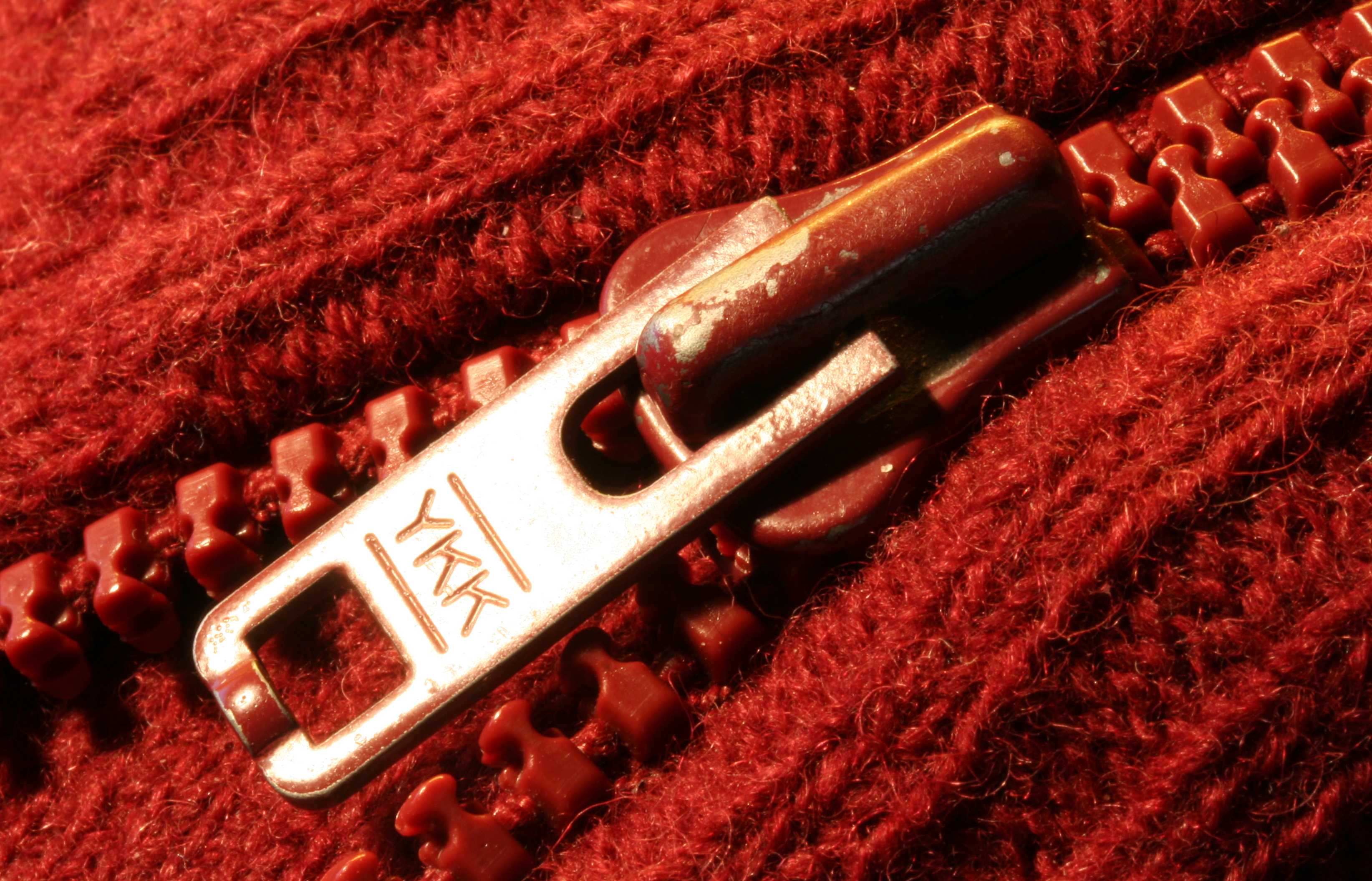
Curseur d'une fermeture éclair.

Si, à l'origine, les dents et le curseur étaient métalliques, des matières plastiques comme le nylon sont également utilisées.
Sur les chaussures, sur les vêtements, la fermeture éclair est parfois remplacée par une fermeture Velcro.
Se sont aussi développées depuis les années 1970 des fermetures moulées en plastique fonctionnant sur le principe de la queue d'aronde : un curseur rapproche et engrène deux bandes support comportant l'une un motif en forme de queue d'aronde mâle et l'autre en forme de queue d'aronde femelle. Ce dispositif est utilisé par exemple sur des sacs plastiques à fermeture étanche réutilisables. C'est ce procédé qu'il convient d'appeler plus proprement « fermeture à glissière ».
Plusieurs procédés de fabrications existent :
- glissière métallique, composées de dents en laiton fixées par pression sur le tissu ;
- glissière spiralées, aux dents plus fines, cousues ou intégrées au tissu ;
- glissières moulées, dont les dents sont moulées directement sur le tissu.

Les fermetures éclair peuvent être « séparables », lorsque les deux glissières peuvent être totalement désolidarisées de haut en bas, ou « non séparables » lorsqu'elles restent unies par leur base.
Les fermetures peuvent être invisibles, lorsque leurs dents ne sont pas visibles, cachées derrière le tissu.
Des curseurs clipsables permettent de réparer une fermeture éclair en gardant les glissières, sans avoir à la changer intégralement.

## Brevets

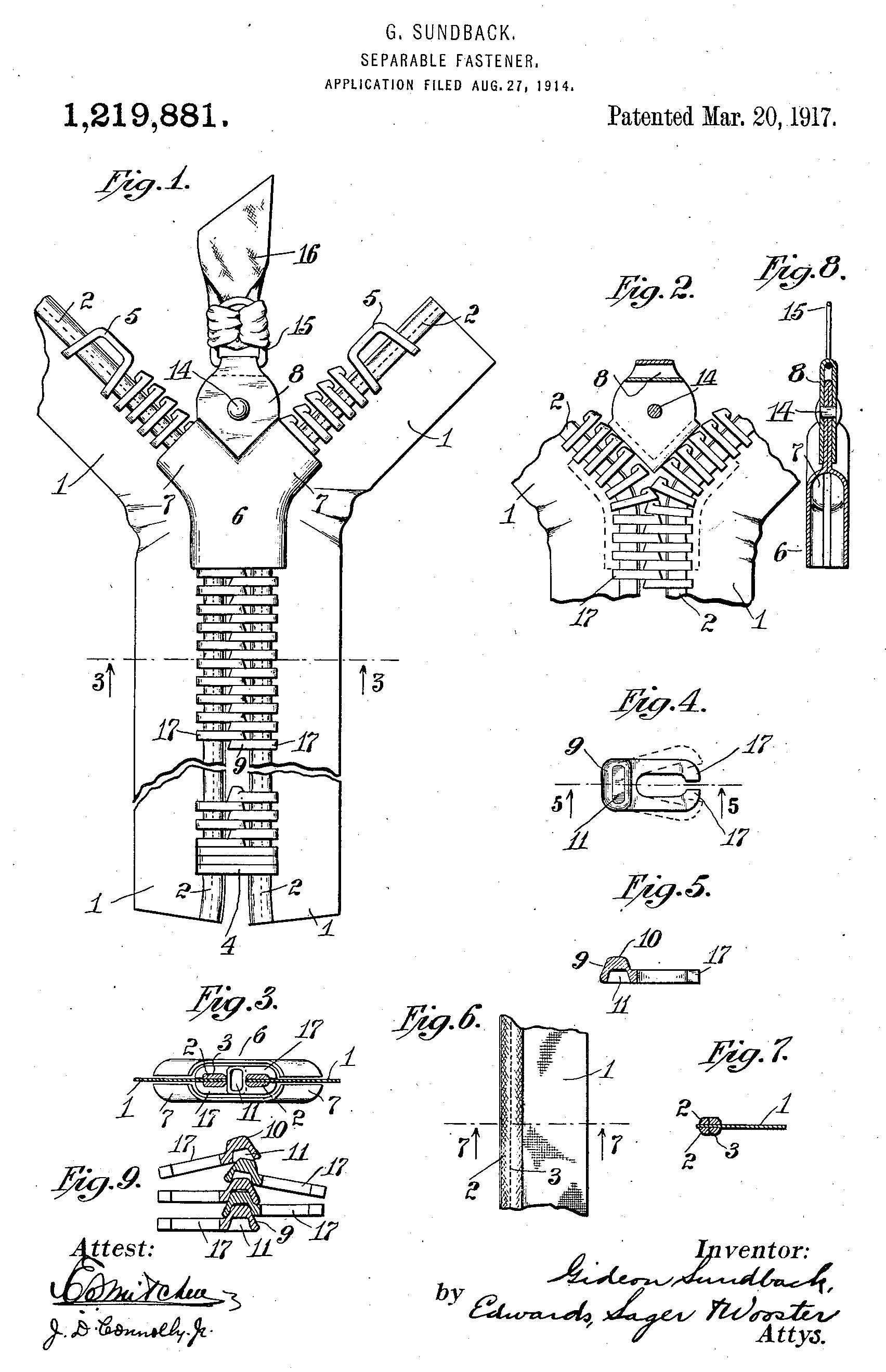
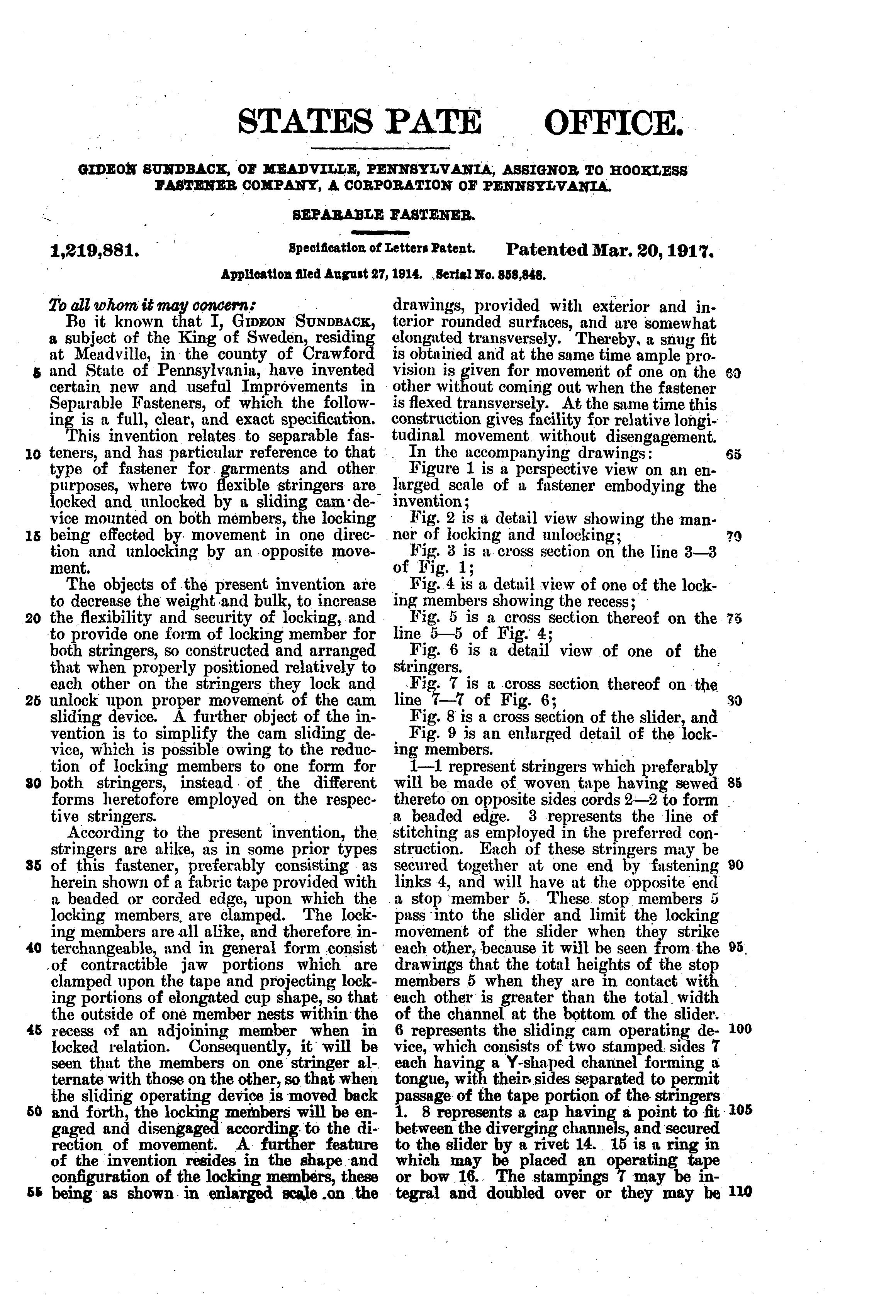
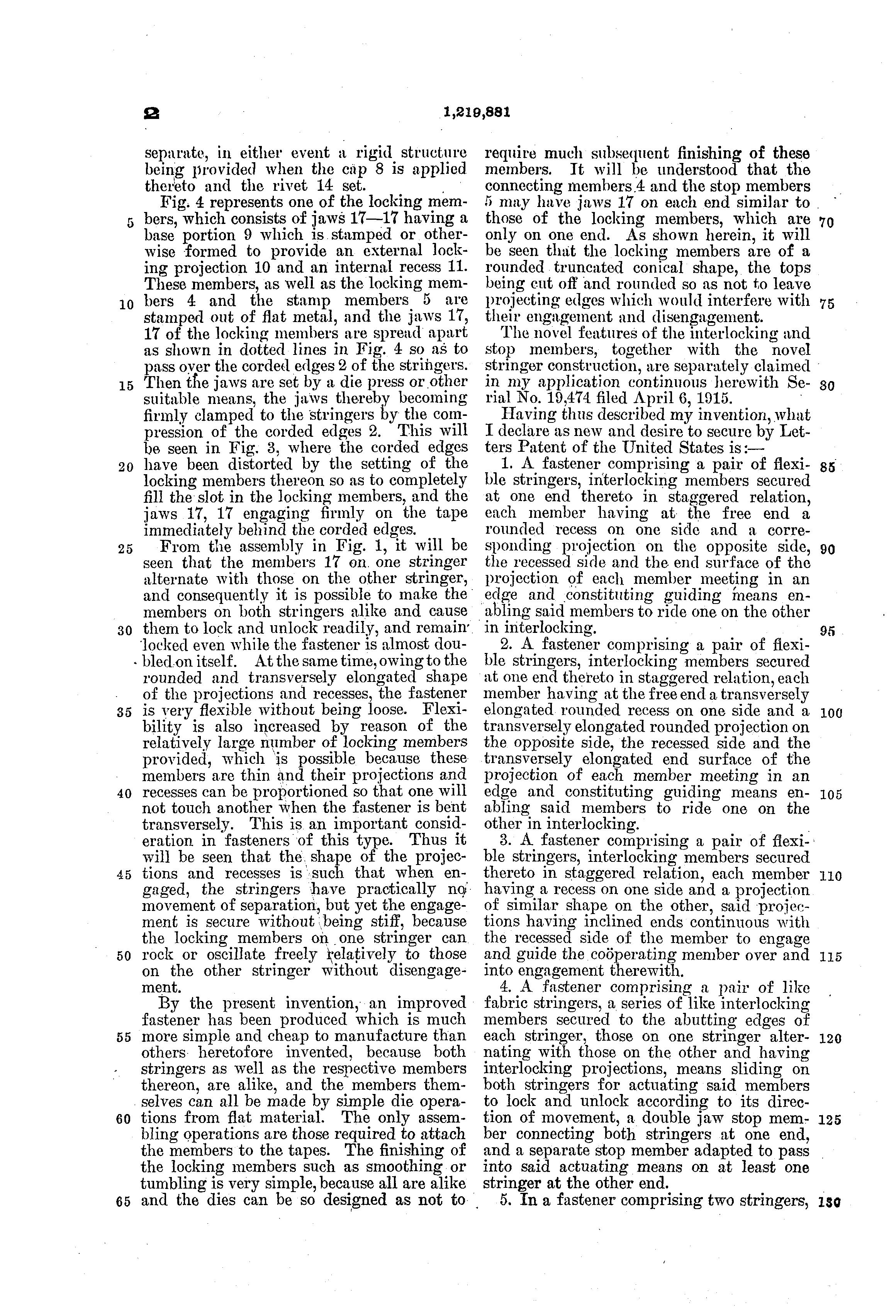
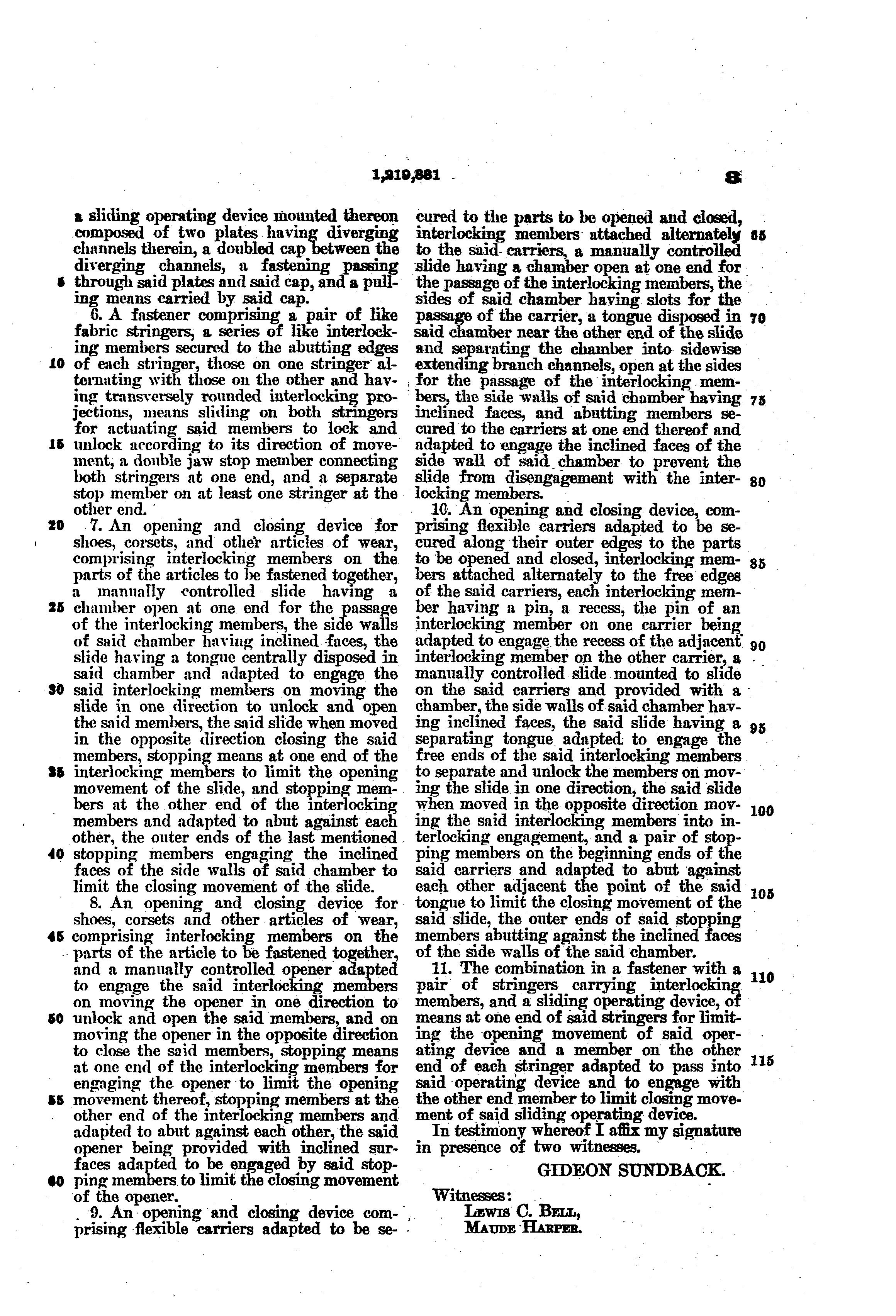
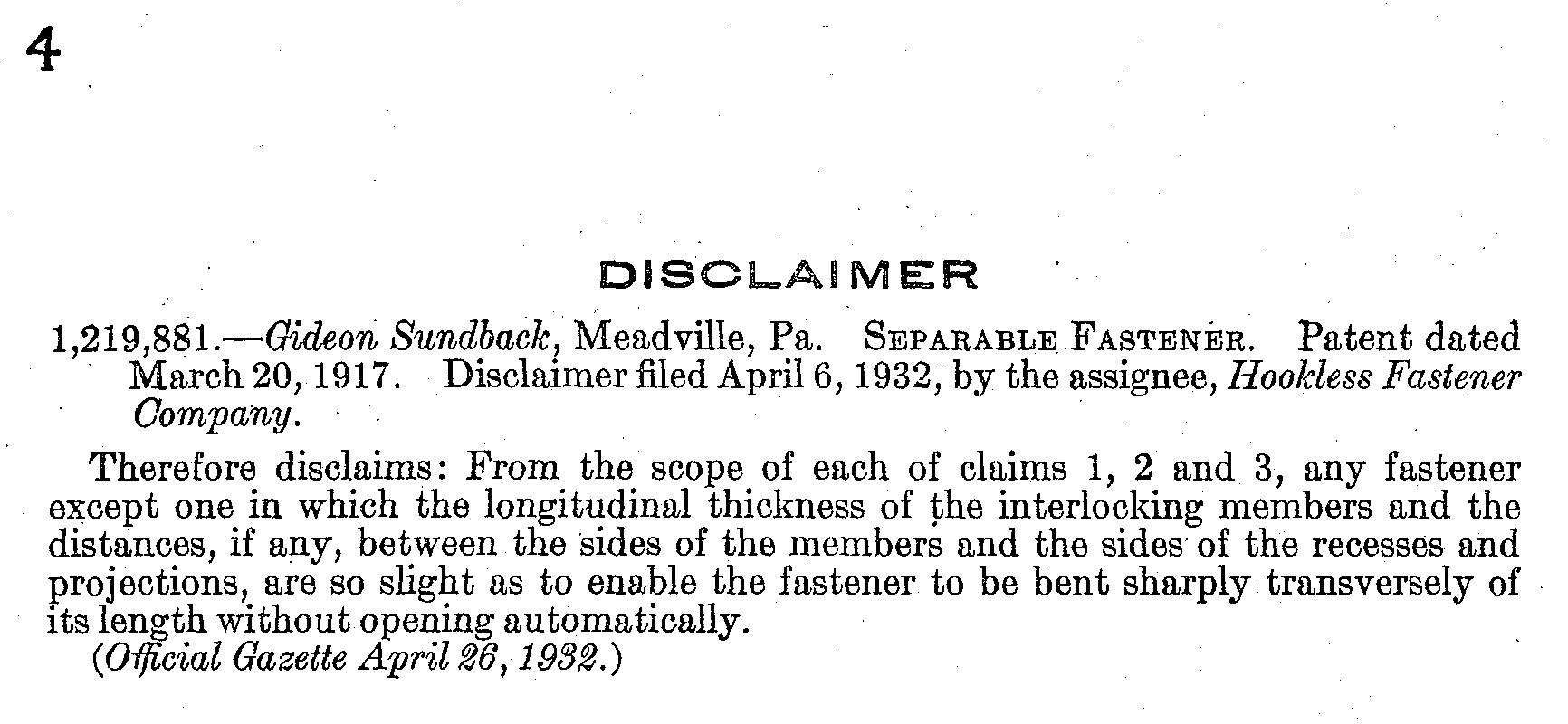

- 25 novembre 1851 (en) Brevet U.S. 8540 : « Improvement in Fastening for Garments »
- 29 août 1893 (en) Brevet U.S. 504037 : « Shoe fastening »
- 29 août 1893 (en) Brevet U.S. 504038 : « Clasp Locker or Unlocker for Shoes »[8]
- 31 mars 1896 (en) Brevet U.S. 557207 : « Fastening for Shoes »
- 31 mars 1896 (en) Brevet U.S. 557208 : « Clasp-Locker for Shoes »
- 29 avril 1913 (en) Brevet U.S. 1060378 : « Separable fastener » (Gideon Sundback)
- 20 mars 1917 (en) Brevet U.S. 1219881 : « Separable fastener » (Gideon Sundback)
- 22 décembre 1936 (en) Brevet U.S. 2065250 : « Slider »

## Extensions de sens
Par métaphore, le « principe de fermeture éclair », ou « principe de la tirette » en Belgique, sert à désigner une alternance, en particulier pour ce qui concerne la circulation automobile et aussi dans le domaine du débat contradictoire.

### Circulation
Le « principe de la tirette » s’applique lorsque deux voies se rejoignent. Les véhicules provenant des deux voies doivent alors s’intercaler en alternance. Ce principe est devenu obligatoire dans le Code de la route en Belgique le 1er mars 2014.

### Forme de débat
Dans les débats, on désigne par « principe de fermeture éclair » l’alternance de prise de parole pour ou contre, ou une femme - un homme.
Lors de débats, les femmes osent souvent moins prendre la parole que les hommes. A contrario, les hommes peuvent parfois avoir tendance à prendre la parole pour redire la même chose ou pour parler hors sujet,. Le principe de fermeture éclair permet l'équilibre des échanges.
Lorsqu'il y a des tours de parole et que plusieurs hommes sont inscrits à la suite, si une femme demande à s'exprimer, elle est automatiquement remontée en tête de liste afin d'alterner les prises de parole masculines et féminines. S'il y a moins de femmes que d'hommes à souhaiter prendre la parole, il peut y avoir plusieurs possibilités :
- les hommes s'expriment, jusqu'à ce qu'une femme demande la parole (ou la fin de la réunion) ;
- les prises de parole sont closes. Elles peuvent l'être après la dernière prise de parole masculine ou féminine (« Fermeture éclair + »).

Ce principe a été utilisé dans des partis politiques comme Les Verts puis Europe Écologie Les Verts (alors aussi appelé « Chabadabada »), les Alternatifs et par des associations et mouvements féministes et de critique sociale et politique comme la commission féminisme de Nuit debout.